# Bascoiberismo
O Bascoiberismo é uma teoria que afirma que, de um modo ou de outro, existe uma relação genética entre as línguas basca e ibera, de maneira que, ou a língua basca seria o resultado de uma evolução da língua ibera, ou ou esta é uma evolução de um idioma da mesma família que a ibera.

## História da teoria
O nascimento da teoria bascoiberista, como tal, se documenta no século XVI. É interessante observar que Estrabão, no século I a.C., já dizia, quando ainda se falava a língua ibera na Península Ibérica), que os iberos e os aquitanos eram similares fisicamente e que falavam línguas parecidas. Bem que se tentou discutir o alcance exato das afirmações de Estrabão, dado que na atualidade se considera provado que a língua aquitana seria uma forma antiga do basco, pode-se considerar Estrabão como o primeiro bascoiberista conhecido.
No século XVI, já autores como o italiano Lucio Marineo Siculo (Opus De Rebus Hispaniae mirabilibus, 1533) haviam indicado a ideia de que os antigos povoadores da Espanha falavam basco, mas consideravam que os iberos não eram parte dessa população originária, e sim vindos de outras localidades. É por este motivo que Julio Caro Baroja considera que o primeiro bascoiberista foi Esteban de Garibay, que em 1571 foi o primeiro a publicar algumas das etimologias bascoibéricas, as quais posteriormente revisaria Wilhelm von Humboldt, por mais que seu trabalho fosse pouco rigoroso. Posteriormente, a ideia foi revisada por outros autores, como no De la antigua lengua, poblaciones y comarcas de las Españas (Da antiga língua, populações e comarcas das Espanhas), de 1587, do apologista basco Andrés de Poça.
Em 1607, publicou-se no México o livro Discursos de la antigüedad de la lengua cantabra Bascongada, escrito pelo pintor Balthasar de Echave, natural de Zumaia, Guipúscoa. Nele, o basco falava como velha mãe a sua filha o Romance e narrava a história vista desde Guipúscoa. É o livro bascoiberista por excelência . É de resenhar que existe uma cópia manuscrita pelo Padre Larramendi, em Loiola. Eram tempos de perseguição que deram com a expulsão da Companhia de Jesus em 1766. Há também o trabalho de Arnaud d´Ohienart (1592-1667), em sua Notitia utriusque Vasconiae (1638), no qual introduz a ideia (ainda defendida na atualidade) de que a forma antiga ilia  significa "cidade". Enquanto que em 1674, José de Moret (Annales del Reyno de Navarra) considera que há por toda a Espanha um grande número de topônimos "bascônicos", o que indicaria que o basco era a língua comum de toda a Espanha.
No século XVIII debateu-se bastante a ideia, ainda que, na opinião de Caro Baroja, mais como propostas novelescas que como uma discussão científica. Entre os defensores da teoria destaca-se Manuel Larramendi, em seu De la antigüedad y universalidad del Bascuence en España (1728), e entre os detratores, o padre Flórez ou o padre Traggia. Em princípios do século XIX, publicaram-se dois trabalhos bascoiberistas: o Apología de la lengua Bascongada (1803), de Pedro Pablo de Astarloa, e o fantasioso Alfabeto de la lengua primitiva de España y explicación de sus más antiguos monumentos y medallas (1806), de Juan Bautista Erro y Azpiroz, a quem lhe cabe a duvidosa honra de ser o primeiro a inventar traduções bascas das inscrições paleo-hispânicas. Mais rigor científico teve o estudo de Lorenzo Hervás y Panduro (Catálogo de las lenguas de las naciones conocidas 1804), também defensor da proposta bascoiberista.
Porém, quem mais contribuiu para sua popularização na comunidade científica da teoria bascoiberista foi Wilhelm von Humboldt, em sua obra Prüfung der Untersuchungen über die Urbewohner Hispaniens vermittelst der Vaskischen Sprache (1821), quem, sobretudo na Europa, é considerado pai da teoria; se bem que partia de seu conta(c)to com intelectuais bascos e da leitura dos trabalhos de Astarloa e Hervás. Basicamente, a teoria afirmava que o ibero era a língua mãe do vasconço, dizendo que o vasconço seria um descendente direto do ibero. Deve ter-se em conta que então considerava-se que basicamente em toda a Hispânia indígena pré-romana falava-se a língua ibera (pois então não se considerava sequer provável a presença de falantes de línguas celtas na Hispânia). Este tipo de afirmações derivou, em seguida, na ideia de que os bascos seriam os habitantes originais da Península, enquanto que os demais, celtas e romanos, seriam invasores posteriores.
Posteriormente, os trabalhos sobre o bascoiberismo foram desenvolvendo-se em paralelo com os do deciframento da escritura ibera (que teve grandes avanços no século XIX), chegando em 1907 com um trabalho fundamental de Hugo Schuchardt (Die iberische Deklination), grande conhecedor da linguística basca, que em reação ao estúdio de Philipon (que propunha que as inscrições paleo-hispânicas estavam numa língua indo-europeia), tentou estabelecer um paralelismo entre diversas supostas terminações que se encontravam nas inscrições ibéricas e a declinação basca.
Entretanto, a prática totalidade destes estudos tornaram-se obsoletos quando, nos anos 20, Manuel Gómez Moreno culminou o deciframento da escritura ibera, mostrando que as leituras prévias tinham muitos erros. Conseguiu reconstruir, de forma aproximada, a fonética, mas não decifrou a língua, cujos textos seguem sendo ininteligíveis na atualidade. Após este trabalho, pôde-se comprovar que existia uma semelhança externa entre as duas línguas. Inclusive se encontraram palavras iberas como "bels/beleś", que têm equivalentes no vasconço "beltz" - negro. Ao longo do século XX, a teoria caiu em descrédito, principalmente por causa da impossibilidade de avançar na tradução dos textos iberos, baseando-se no vasconço e a extrema imperícia linguística de seus defensores.
Graças a um melhor conhecimento da história linguística do vasconço, devido principalmente a Koldo Mitxelena, o descobrimento da língua aquitana e aos múltiplos estudos sobre o ibero realizados por vários linguistas, a teoria voltou a gozar de certo prestígio. Os últimos avanços no conhecimento da língua ibera, partindo de estudos meramente internos, introduziram alguns significados que sugerem uma relação entre a língua basca e a ibera. A maioria dos linguistas têm se mostrado prudentes e Joaquín Gorrochategui Churruca, por exemplo, denomina "um certo ar de família" a esta relação, o que numa linguagem mais científica chama-se Sprachbund. Outros linguistas, como Jesús Rodríguez Ramos, vão mais além e sugerem a possibilidade de que o proto-basco e o proto-ibero proviriam de um mesmo grupo de línguas aparentadas, mas não teriam uma relação genética direta e inclusive que os falantes de ambas proto-línguas chegassem à zona dos Pirenéus e à Península Ibérica há cerca de 3000 anos, com a Cultura dos Campos de Urnas.

## Comparações
Semelhanças entre o ibero e o basco patrimonial/aquitano, apesar de serem ambas línguas aglutinantes, são as seguintes:
- Fonéticas
  - sistema de cinco vogais em oposição fonológica: /a/, /e/, /i/, /o/ e /u/
  - não há [w] antes de vogal
  - ausência de [l] final
  - não há a vibrante [r] en início de palavra
  - não existem grupos silábicos formados por consoante oclusiva mais vibrante ou lateral mais vogal (tais como "bra" ou "cle") nem na língua proto-basca nem no ibero. A estrutura silábica é (C)-V-(S) em ambas as línguas, sendo C qualquer consoante, S uma sibilante (s, z, ...) ou sonora (n, r) e V um núcleo vocálico (formado por uma vogal ou ditongo decrescente).
  - existem dois fonemas líquidos laterais em oposição fonológica e tem se proposto que em ambas as línguas uma seja vibrante simples [ſ] e a outra múltipla [r], mas seu valor em ibero está por se determinar.
  - há duas sibilantes em ibero que se tem proposto traçar um paralelo com as duas séries de sibilantes bascas. Cabe dizer que o som alveolar [s] das línguas hispânicas, incluindo o basco, é relativamente estranho fora da Península Ibérica.
  - inexistência das labiodentais surda /f/ e sonora /v/
- Morfológicas
  - etnônimos e gentílicos em -tar, tanto no aquitano "-tar" y "-thar" como no basco "-tar", "-ar"
  - genitivos talvez em -en
  - plurais talvez em -k
  - ablativo talvez em -te
  - alternâncias similares do tipo ibérico "-ildun/iltu-/iltur-" e basco "egun/egu-/egur-"
- Sintáticas
  - anteposição do genitivo
  - ordem substantivo - adjetivo
- Lexicais
  - "ilti/iltiŕ" ILI/ILER cidade ibero com "iri" (<*ili) cidade em basco
  - "beleś/bels" pode-se comparar com o aquitano "Belex", "-bels" e o basco "beltz" negro (tenha-se em conta que há indícios de que na grafia aquitana o signo X usava-se para ts/tz e que este uso de X observa-se em alguns textos bascos medievais).
  - "ilhun" escuro em basco e "Ilunn-" em aquitano, com o ibero iltun (-illun no alfabeto latino e ildun no alfabeto grego), ainda que o significado "escuro" em ibero considere-se improvável.
  - o ibero "-atin", com o aquitano "Dannadinnis" e o basco "adin", idade
  - "śalir" quizás unidade monetária em ibero, com "sari" (<*sali) valor, preço em basco tal como propôs Koldo Mitxelena.
  - "ekiar/ekien" talvez ele fez, em ibero com "egin", fazer / egian ele o fez, em basco
  - "ebanen", talvez ele colocou em ibero com "ibeni" colocar em basco. Velaza e outros defendem que "eban/ebanen" significa filho, equivalente ao "filius" latino; interpretação que Jürgen Untermann considera insustentável.
  - possíveis equivalências de outras palavras semelhantes às bascas: "bizkar" atrás/alto dos montes, "argi" luz/brilhante, "lagun" companheiro o "nabar", escuro, ainda que se deva ficar claro que se desconhece o significado dos equivalentes iberos e baseia-se em simples pareceres formais sem corroboração independente.
  - Antropônimos: alguns são tão parecidos que num par de casos não se pode afirmar a pertença a um ou outro grupo
    - o nombre ibero "Enne-ges" pode comparar-se com o aquitano "Ennebox" e o basco medieval "Enneco"
    - o antropônimo ibero "talscu-bilos", com o aquitano Talsco, Halsco
    - ibero "biośildun", com o aquitano "Bihoxus"
    - ibero "Torsinno", aquitano "Torsteginno"
    - ibero "Borste", aquitano "Borsus" e o basco "bortz" cinco
    - ibero "Baiser", aquitano "Baeserte", "Baisothar" (?) e o basco "baso" (?) bosque